# Ramón Peña Gil
Ramón Peña Gil, nacido en Santiago de Compostela el 8 de septiembre de 1892 y fallecido en Pontevedra el 26 de septiembre de 1967, fue un dibujante y periodista gallego.

## Trayectoria
Hijo de José Peña Meléndez. Emigró a Argentina siendo un niño. Fue fundador y director de la revista Céltiga de Buenos Aires con Domingo Rial Seijo. Retornado a Pontevedra, fue socio de los hermanos Enrique y Ramón Barreiro en la productora cinematográfica Folk. Después de la guerra ilustró libros para Ediciones Céltiga y dirigió Sonata Gallegade Pontevedra. Fue profesor de dibujo del Instituto de Bachillerato de Pontevedra.

## Vida personal
Se casó con Pilar Vergutín García en 1956.